# Kirsten Munk
Kirsten Munk (6. juli 1598 – 19. april 1658) var en dansk adelskvinde, der var kong Christian 4.s hustru "til venstre hånd" fra 1615 til 1628,

## Biografi
Kirsten Munk var datter af statholder i Norge Ludvig Munk til Nørlund og Ellen Marsvin. Senere rygter forbandt hende med Ellen Marsvins skriver Otte Knudsen, senere borgmester i Odense.
I 1615 forelskede kongen sig voldsomt og tilsyneladende livsvarigt i hende. Helt uigengældt. En række kærlighedsbreve er bevaret, udelukkende fra hans hånd, og moderen måtte puffe datteren ind i ægteskabet. I 1627 udnævnte kongen hende til grevinde af Holsten, men teknisk set blev de to adrig gift, og Kirsten følgelig ikke dronning. Hun blev heller aldrig en officiel del af hoffets liv. Hun og børnene var kongens elskede privatliv. Men børnene blev overdraget til Kirstens mor, Ellen Marsvin, til opdragelse, officielt for at lette Kirstens liv og arbejde. Det medførte en fremmedgørelse mellem hende og børnene, som resulterede i fjendskab fra Kirstens side, som kongen kritiserede hende for.
Kirsten var hverken fugl eller fisk, hverken dronning eller frille. Hverken synlig eller selvstændig aktør, om end rygtet sagde, at det rigsrådet fik kongen til om dagen, det talte hun kongen fra om natten. Egentlig var hun mest nyttig for sin mor, der udvidede sine indtægter og besiddelser.
Under krigen i Tyskland opsøgte Kirsten kongen, der havde været ude for en alvorlig ride- og styrtulykke. Her mødte hun rhingreve Otto Ludvig af Salm. De to indledte en først hemmelig, senere ekstremt synlig affære. Kongen forsøgte forsoning, men ville også af med det han så som eneste årsag til miseren, nemlig rhingreven, der på sin side blev bange for følgerne.
På sin side planlagde Kirsten en flugt med samme rhingreve, og forsøgte at få kongen til at tage en medicin, som skulle "fratage ham lysten til kvinder". Hun havde omsyet kongens tøj til sin elsker og skjulte absolut ikke forholdets karakter. Tværtimod. De elskede for åbne vinduer på Kronborg standsede vognen i en skov og gik ind i tykningen og kom tilbage med tøjet i uorden. Tilmed parodierede hun den traditionelle brudeseng under ophold på Dalum. Provokation efter provokation skulle åbenbart fremkalde en reaktion.
Kirsten Munk fødte sit sidste barn, Dorothea Elisabeth, som kongen ikke mente, han kunne være far til, i 1629. Flere opgør fulgte og kongen bad hende forlade hoffet. Det tog hun i 1630 så bogstaveligt at hun forlod Frederiksborg alene, uden at tage afsked med nogen, i fiskemesterens vogn. Hun måtte overtage Boller ved Horsens, som hendes mor først havde ribbet for alt af værdi. Den nyankomne Kirsten Munk skrev desperat til biskoppen i Aarhus om han kunne hjælpe hende med noget af at det, hun manglede.
Efter Kirstens flugt til Jylland så hun og kongen aldrig mere hinanden.
Kirstens mor Ellen Marsvin hjalp ivrigt kongen ind i et nyt samliv, med Vibeke Kruse. Vibeke havde både tjent under Ellen Marsvin og Kirsten Munk, en ung kvinde fra en ambitiøs borgerfamilie i Krempe i Holsten. Meningen var, at den dobbelte utroskab skulle ophæve sig selv. Det skete ikke. Bruddet var endeligt og blev markeret. Ellen Marsvin forsøgte at fastholde den positive dialog med sin nu ex-svigersøn, men også den blev brudt og hun frataget sine kongelige len.
Forholdet til rhingreven begyndte sandsynligvis i 1628, og Mortensaften samme år lukkede og spærrede Kirsten Munk sin sovekammerdør for kongen. Episoden er kendt fra hans senere anklageskrifter mod hende, ligesom han fik sat en sten op med datoen for begivenheden ved Frederiksborg Slot, hvor han i 1628 havde fået opført et stendige om den firkant, der i dag udgør Store Dyrehave. Han skrev bittert: "Om hun ikke dansede, legte Jul og gjorde sig lystig med Rhingreven, medens Vi laa for Fjenden og blev skudt i Armen." 
Kirsten Munk havde forbud mod at se sine børn med kongen, men som de voksede til brød de forbuddet. Det var i deres interesse at opnå anerkendelse som ægtefødte kongebørn,
Kongen opgav i princippet aldrig at få Kirsten Munk tilbage, og blev ved med at skrive til hende med anklager og forklaringer. Vi ejer ikke hendes breve, kun hans, men en del af dem er svar på hendes anklager. Bl.a. fortalte hun ham, at hun havde fået alt for mange børn på alt for kort tid.
Kongen havde hurtigt fundet sig til rette i samlivet med Vibeke Kruse. Alt hvad han kunne gøre var at skrive til hende - og med jævne mellemrum fængsle hende. Det skete i 1635 og 1647, hvor hun kortvarigt sad indespærret i Horsens, på Stjernholm.
Kirsten Munk kom til København efter kongens død. Hendes sympati var hos børnene, hvis succes hun opmuntrede. Så ivrigt at hun støttede sin svigersøn Corfitz Ulfeldts anslag mod Danmark. Derfor fratog kong Frederik 3. hende i 1657 grevindetitlen. Det skete sent. Hun døde året efter i april på Boller og blev begravet i Odense under stor pragtudfoldelse, fordi Ulfeldt og den svenske hær da stadig opholdt sig i byen. Graven kendes ikke i dag.

## Børn
De tolv børn, hun fik med Christian 4.:
- Anne Cathrine Christiansdatter 1618 - gm Frants Rantzau
- Sophie Elisabeth Christiansdatter 1619 - gm. Christian von Pentz
- Leonora Christina Christiansdatter 1621 - gm Corfitz Ulfeldt
- Valdemar Christian 1622
- Elisabeth Augusta Christiansdatter 1623 - gm Hans Lindenov
- Frederik Christian 1625
- Christiane Christiansdatter 1626 - gm Hannibal Sehested
- Hedevig Christiansdatter 1626 - gm Ebbe Ulfeldt
- Marie Cathrine Christiansdatter 1628
- Dødfødt
- Dødfødt
- Dorothea Elisabeth Christiansdatter 1629